# 董治宝
董治宝（1966年6月—），教授，主要从事与风沙运动有关的风沙物理、土壤风蚀、风沙地貌等方面的研究工作。入选中华人民共和国教育部2007年度"长江学者"特聘教授、中国科学院“百人计划”。